# X: The Man with the X-Ray Eyes
X: The Man with the X-Ray Eyes (br.: O Homem dos Olhos de Raio-X / pt.: O homem com Raios-X nos olhos) é um filme de terror produzido nos Estados Unidos em 1963, dirigido por Roger Corman.

## Elenco
- Ray Milland .... Dr. James Xavier
- Diana Van der Vlis .... Dra. Diane Fairfax
- Harold J. Stone .... Dr. Sam Brant
- John Hoyt .... Dr. Willard Benson
- Don Rickles .... Crane

## Sinopse
O cientista James Xavier desenvolve uma substância que amplia a visão humana a um nível nunca alcançado. Entretanto a pesquisa é suspensa pela Fundação para a qual trabalhava quando resolve testar em si mesmo. Ele usa a capacidade para realizar cirurgia com notável capacidade de enxergar através do tecido humano, como um raio X. Em um incidente com o colega médico Sam Brant, contudo, o doutor é acusado de assassinato e torna-se foragido. Cada vez mais dependente da substância que desenvolvera e precisando de dinheiro, chega a  trabalhar num circo, como curandeiro, e vai até os cassinos de Las Vegas. Essa grande capacidade no entanto, leva sua vida a caminho trágico.

## Premiação
- O filme ganhou o prêmio "Espaçonave de Prata" de 1963 oferecido pelo Primeiro Festival Internacional de Filmes de Ficção Científica (Festival internazionale del film di fantascienza) em Trieste, Itália.[1][2]